# Emil Messner

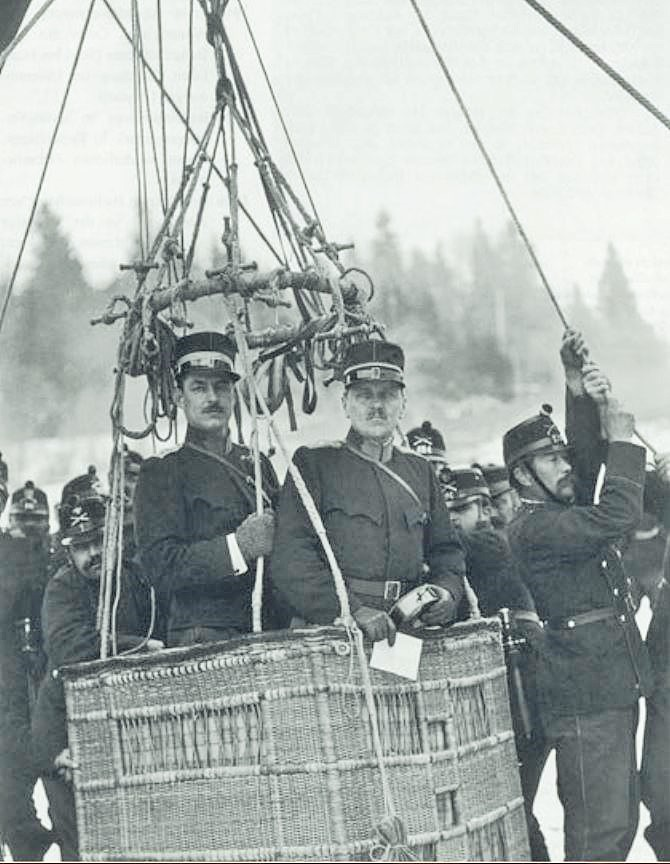
Major Emil Messner (rechts) und Hauptmann Walo Gerber, 1915

Emil Messner (* 11. September 1875 in Winterthur; † 29. Mai 1942 in Genf) war ein Schweizer Ballon-Pionier. 1900 absolvierte er als Leutnant die erste Luftschiffer-Rekrutenschule in Bern, 1905 erwarb er das Ballonfahrer-Brevet. Er war ab 1909 Kommandant der Ballonkompanie der Schweizer Armee, 1918 bis 1923 der Luftschiffer-Abteilung. 1901 war er Mitgründer des Aero-Clubs der Schweiz. 1908 gewann er den Gordon-Bennett-Cup. Von 1911 bis 1932 war er Leiter der «Schweiz. Metallwerke Selve & Co.» in Thun.